# Bombenanschläge in Taschkent 1999
Die Bombenanschläge auf Taschkent 1999 fanden am 16. Februar 1999 statt, als sechs Autobomben in der usbekischen Hauptstadt Taschkent explodierten.
Die Bomben explodierten über eine Zeitspanne von eineinhalb Stunden und zielten auf Regierungsgebäude. Es ist möglich, dass die ersten fünf Anschläge ein Ablenkungsmanöver vom 6. Anschlag waren, der auf den Präsidenten Islom Karimov gerichtet war. 16 Menschen starben und über 120 weitere wurden verletzt.
Obwohl die Regierung die Islamische Bewegung Usbekistan beschuldigte, haben Kritiker diese Einschätzung angezweifelt.
Aufgrund der Unterdrückung der Medien in Usbekistan ist die Reihenfolge der Attentate unklar.

## Verlauf
Nach der offiziellen Version fuhren vier bis fünf Männer ein Auto zum Haupteingang des Ministerkabinetts, wo Karimov eine Rede halten sollte. Die Attentäter verließen den Bereich. Eine weitere Autobombe explodierte wenige hundert Meter entfernt und lenkte die Wachen ab. Die Attentäter dieses Autos flohen.

## Untersuchung
Laut dem FSB benutzten die Attentäter den Sprengstoff Ammonal. Die Terroristen wurden in Trainingszentren von Ibn al-Khattab und Schamil Bassajew in Tschetschenien ausgebildet.

## Reaktion der Regierung
Zwei Stunden nach den Anschlägen beschuldigten hochrangige Offiziere und der Präsident Karimov militante islamistische Gruppen. Viele wurden verhaftet, Schätzungen reichen von wenigen hundert bis zu 5.000 Verhafteten. Menschenrechtsorganisationen kritisierten diese massenhaften Verhaftungen. Sie haben der Regierung auch vorgeworfen, durch Folter Geständnisse zu erzwingen. Am Abend des Ramadan 2000 kündigte die Regierung die Vollstreckung der Todesstrafe an mehreren Gefangenen an.
Die Regierung beschuldigte auch Tadschikistan, an den Attacken beteiligt zu sein und schloss die Grenze vorübergehend.

## Mögliche Täter
Obwohl die Regierung die Islamische Bewegung Usbekistans (IMU), eine islamistische Terrororganisation, für die Anschläge verantwortlich macht, bezweifeln Kritiker dies. Einige geben Russland die Schuld, während andere dies für unwahrscheinlich halten. Eine andere Möglichkeit besteht darin, dass Kräfte aus der mehrheitlich muslimischen Regierung Tadschikistans Vergeltung für die usbekische Unterstützung tadschikischer Oppositionsgruppen übten. Auch tadschikische Terrorgruppen wurden vorgeschlagen, insbesondere die Vereinigte Tadschikische Opposition (UTO).
Andere sagten sogar, die Regierung selbst habe die Anschläge initiiert, oder dass konkurrierende Klane, deren Macht neuerlich gekürzt wurde, hinter den Attentaten stecken. Explizit genannt wurde hierbei der vom Taschkent-Klan kontrollierte Nationale Sicherheitsdienst.

## Nachwirkungen
Kritiker sagten, dass das Karimow-Regime die Angriffe als Vorwand nutzte, um gegen religiöse und, in geringerem Maße, nichtreligiöse Meinungsverschiedenheiten vorzugehen. Die Attacken zeigten die Verwundbarkeit Usbekistans durch Terrorismus. Das Gefängnis Jaslyk wurde noch 1999 eröffnet.